# Menasha
Menasha ist eine Stadt (mit dem Status „City“) im Winnebago und zu einem kleineren Teil im Calumet County im US-amerikanischen Bundesstaat Wisconsin. Das U.S. Census Bureau ermittelte bei der Volkszählung 2020 eine Einwohnerzahl von 18.268.
Menasha ist Bestandteil der Fox Cities genannten Metropolregion.

## Geografie
Menasha liegt im Osten Wisconsins, am Nordufer des Lake Winnebago und an dessen Abfluss, dem Fox River, der in den Michigansee mündet. Die geografischen Koordinaten von Menasha sind 44°12′08″ nördlicher Breite und 88°26′47″ westlicher Länge. Das Stadtgebiet erstreckt sich über eine Fläche von 19,48 km², die sich auf 15,62 km² Land- und 3,86 km² Wasserfläche verteilen. 
Benachbarte Orte von Menasha sind Appleton (an der nördlichen Stadtgrenze), Harrison (15 km ostnordöstlich), Sherwood (16,8 km östlich) und Neenah (an der südlichen Stadtgrenze).
Die nächstgelegenen größeren Städte sind Green Bay (57,9 km nordöstlich), Milwaukee (175 km südlich), Chicago (309 km in der gleichen Richtung), Wisconsins Hauptstadt Madison (166 km südwestlich), Eau Claire (289 km westnordwestlich), die Twin Cities in Minnesota (436 km in der gleichen Richtung) und Duluth am Oberen See in Minnesota (523 km nordwestlich).

## Verkehr
Der vierspurig ausgebaute U.S. Highway 10 bildet die nördliche Umgehungsstraße von Menasha. Im Stadtzentrum treffen die Wisconsin State Highways 47 und 114 zusammen. Alle weiteren Straßen sind untergeordnete Landstraßen, teils unbefestigte Fahrwege sowie innerstädtische Verbindungsstraßen.
Durch Menasha führt eine Eisenbahnstrecke der heute zur Canadian National Railway gehörenden Wisconsin Central.
Mit dem Outagamie County Regional Airport befindet sich 11,3 km nordwestlich der nächste Flughafen. Die nächsten Großflughäfen sind der Milwaukee Mitchell International Airport in Milwaukee (178 km südlich), der O’Hare International Airport in Chicago (290 km in der gleichen Richtung) und der Minneapolis-Saint Paul International Airport (439 km westlich).

## Bevölkerung
Nach der Volkszählung im Jahr 2010 lebten in Menasha 17.353 Menschen in 7405 Haushalten. Die Bevölkerungsdichte betrug 1110,9 Einwohner pro Quadratkilometer. In den 7405 Haushalten lebten statistisch je 2,32 Personen. 
Ethnisch betrachtet setzte sich die Bevölkerung zusammen aus 90,8 Prozent Weißen, 1,2 Prozent Afroamerikanern, 0,7 Prozent amerikanischen Ureinwohnern, 2,2 Prozent Asiaten, 0,1 Prozent Polynesiern sowie 3,0 Prozent aus anderen ethnischen Gruppen; 2,1 Prozent stammten von zwei oder mehr Ethnien ab. Unabhängig von der ethnischen Zugehörigkeit waren 6,9 Prozent der Bevölkerung spanischer oder lateinamerikanischer Abstammung. 
24,8 Prozent der Bevölkerung waren unter 18 Jahre alt, 63,6 Prozent waren zwischen 18 und 64 und 11,6 Prozent waren 65 Jahre oder älter. 50,6 Prozent der Bevölkerung war weiblich.

Das mittlere jährliche Einkommen eines Haushalts lag bei 45.090 USD. Das Pro-Kopf-Einkommen betrug 25.266 USD. 14,9 Prozent der Einwohner lebten unterhalb der Armutsgrenze.

## Söhne und Töchter der Stadt
- Thomas J. O’Malley (1868–1936), Politiker
- Connie Clausen (1923–1997), Schauspielerin, Schriftstellerin und Literaturagentin